# Melanobatrachus indicus
Melanobatrachus indicus är en groddjursart som beskrevs av Richard Henry Beddome 1878. Melanobatrachus indicus ingår i släktet Melanobatrachus och familjen Microhylidae. IUCN kategoriserar arten globalt som starkt hotad. Inga underarter finns listade i Catalogue of Life.